# Noc poślubna w biały dzień
Noc poślubna w biały dzień – polski dramat obyczajowy z 1982 roku w reż. Jerzego Gruzy.

## Opis fabuły
Grupa czterech geometrów przybywa do położonego na uboczu gospodarstwa rolnika Biernackiego. Aby uzyskać życzliwe przyjęcie gospodarza okłamują go, że dokonują pomiarów pod budowę ośrodka rekreacyjnego z czym związane będzie jego przymusowe wysiedlenie. Podstęp się udaje, chłop nie odmawia im niczego aby tylko inaczej wyrysowali plany. Jednak w nocy, podczas noclegu w stodole jeden z mierniczych znajduje broń z czasów wojny. Przybysze w zamian za milczenie żądają dużej sumy pieniędzy. Biernacki nie ma tyle, ani nic cennego na gospodarstwie. Ma jednak ładną córkę Małgosię, którą szef zespołu geometrów Magister postanawia wydać za najmłodszego z nich – Chudego. Widzi, że obydwoje od pierwszego wejrzenia „mają się ku sobie”. Szybko zorganizowane zostaje wesele, bez księdza i tylko z udziałem geometrów, Biernackiego i panny młodej. Na wpół prześmiewcze, na wpół poważne, kończy się pijaństwem mierniczych, z których dwóch gwałci Małgosię. Rozwścieczony i zrozpaczony Biernacki podpala gospodarstwo, a wszyscy czterej geometrzy uciekają, nie wiedząc, że wcześniej gospodarz dolał do weselnego bimbru metanol. Powoli zaczynają tracić wzrok i w końcu padają martwi. Jedynie pan młody, który miał najsłabszą głowę do alkoholu i wypił najmniej, na widok dymu z płonących zabudowań postanawia wbrew wszystkiemu wracać. Jego uczucie do Małgosi w końcu zwycięża w nim wszystko. W ostatniej scenie filmu, ciężarna Małgosia próbuje opisać niewidomemu mężowi (Chudemu) morze nad którym się znajdują i które obydwoje zawsze chcieli zobaczyć.

## Role
- Wiesław Gołas – Biernacki
- Jan Nowicki – geometra Magister
- Andrzej Pieczyński – geometra Student
- Krzysztof Bednarski – geometra Chudy
- Czesław Nogacki – geometra (bez imienia)
- Daria Trafankowska – Małgosia
- Lech Dyblik – syn Biernackiego

i inni.

## Muzyka
Na ścieżkę dźwiękową filmu składają się utwory polskiej grupy rockowej lat 80. Maanam:
1. Espana forever
2. O! Nie rób tyle hałasu
3. Paranoja